# Allison Scagliotti-Smith
Allison Scagliotti-Smith, nata Allison Glenn Scagliotti (Monterey, 21 settembre 1990), è un'attrice statunitense.

## Biografia
Allison Scagliotti-Smith è nata a Monterey, California. A sette anni la sua famiglia si trasferisce a Mandeville, dove si iscrive presso la Pontchartrain Elementary School. Qui si iscrive presso il Club Drammatico, e ben presto riesce ad imporre la sua bravura, tanto da raggiungere la posizione di attrice protagonista in tutte le recite scolastiche e locali.
Nel 2001, durante una performance teatrale presso la libreria Barnes & Noble, Myrna Lieberman del Talent Managers Association avvicina i genitori di Allison, parlandogli del suo futuro; ben presto la famiglia Scagliotti si trasferì di nuovo in California, per aiutare la carriera della propria figlia. Nella serie televisiva Smallville è apparsa nell'episodio 8 della 9ª stagione nel ruolo di Jayna, eroina dei fumetti DC facente parte del duo Wonder Twins. Interpreta il ruolo di Claudia Donovan nella serie televisiva Warehouse 13.

## Filmografia

### Attrice

#### Cinema
- TV Set, regia di Jake Kasdan (2006)
- Redemption Maddie – corto, regia di Aaron King (2007)
- Endless Bummer, regia di Sam Pillsbury (2009)
- My Name Is Jerry, regia di Morgan Mead (2009)
- Losers Take All, regia di Alex Steyermark (2011)
- Chastity Bites, regia di John V. Knowles (2013)
- National Lampoon Presents: Surf Party, regia di Sam Pillsbury (2013)

#### Televisione
- America's Most Terrible Things – film TV, regia di John Pasquin (2002)
- Once Around the Park – film TV, regia di James Widdoes (2003)
- Back When We Were Grownups – film TV, regia di Ron Underwood (2004)
- Drake & Josh – serie TV, 8 episodi (2004-2007)
- I Finnerty (Grounded for Life) – serie TV, 2 episodi (2004)
- Joint Custody – serie TV, 1 episodio (2004)
- Zoey 101 – serie TV, 1 episodio (2005)
- E.R. - Medici in prima linea (E.R.) – serie TV, 1 episodio (2006)
- One Tree Hill – serie TV, 3 episodi (2006-2007)
- Read It and Weep – film TV, regia di Paul Hoen (2006)
- Scrittrice per caso (Read It and Weep), regia di Paul Hoen – film TV (2006)
- Gemini Division – serie TV, 4 episodi (2008)
- Merry Christmas, Drake & Josh – film TV, regia di Michael Grossman (2008)
- CSI - Scena del crimine – serie TV, 1 episodio (2009)
- Mental – serie TV, 1 episodio (2009)
- Party Down – serie TV, 1 episodio (2009)
- Smallville – serie TV, 1 episodio (2009)
- Warehouse 13 – serie TV, 60 episodi (2009-2014)
- Eureka – serie TV, 1 episodio (2010)
- Bones – serie TV, 1 episodio (2013)
- Person of Interest – serie TV, episodio 2x20 (2013)
- Switched at Birth - Al posto tuo (Switched at Birth) – serie TV, 2 episodi (2013)
- Stitchers – serie TV (2015-2017)
- The Vampire Diaries - serie TV, 4 episodi (2016)
- Henry Danger – serie TV, 1 episodio (2018)

## Doppiatrici italiane
Nelle versioni in italiano delle opere in cui ha recitato, Allison Scagliotti è stata doppiata da:
- Stefania De Peppe in Drake & Josh, Merry Christmas, Drake & Josh
- Eleonora Reti in Zoey 101
- Alida Milana in Smallville
- Georgia Lepore in Warehouse 13
- Erica Necci in Person of Interest
- Letizia Scifoni in Stitchers
- Angela Brusa in The Vampire Diaries